# 近江舞子

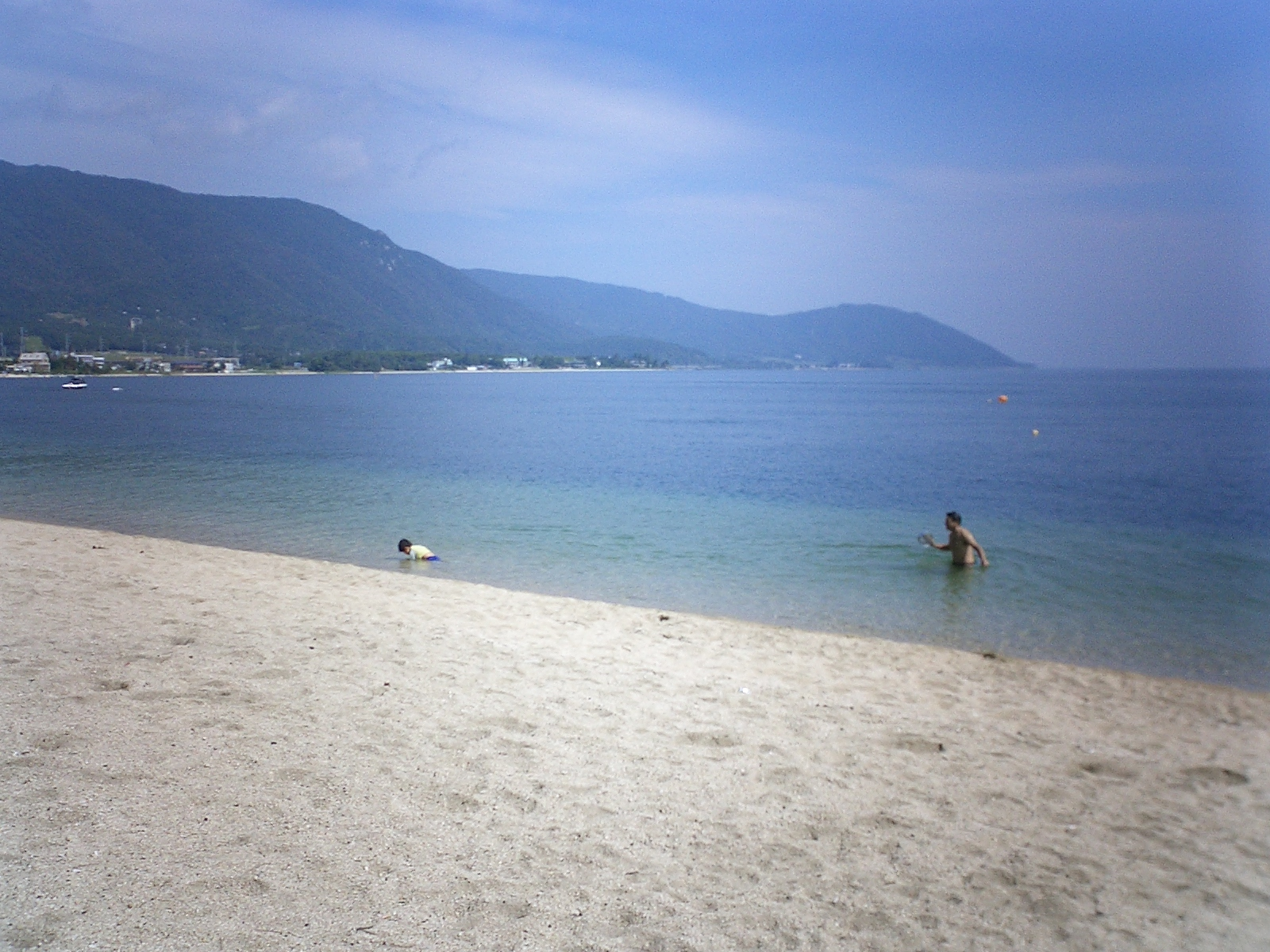
近江舞子中浜（2008年9月）

近江舞子（おうみまいこ）とは滋賀県大津市の琵琶湖岸にある景勝地である。雄松崎（おまつざき）とも。

## 地理
北浜は大津市北小松まで、南浜は大津市南比良まで延びる。比良川河口の北側に位置し、琵琶湖に弦月状の砂州が張り出す。弦月の内側には内湖がある。約3 キロメートルにわたり1500本以上のマツの白砂青松が続く。こうした白砂青松は花崗岩の風化によりできあがったもの。背後にある比良山地から風化した花崗岩が流入し、荻の浜（高島市）から近江舞子を経て蓬莱まで白砂が分布するようになった。琵琶湖八景としては「涼風・雄松崎の白汀」と取り上げられている。兵庫県神戸市垂水区にある舞子を由来に「近江舞子」と呼ばれるようになった。
2024年（令和6年）時点では樹木の伐採の減少や河川の改良によって琵琶湖に供給される土砂が減り、近江舞子に溜まる砂の量が減っていると報じられている。また台風などで浸食が進み、近江舞子でも砂浜の浸食でできる段差「浜崖」が見られるようになり、2024年春も最大約1 mの段差が発生した。滋賀県は2026年（令和8年）度から突堤の整備や砂の補充などの工事に着手する予定である。
湖西の琵琶湖岸では湖底がすり鉢状に深浅が激しくなり、遊泳可能範囲を示すブイの内側でも水深が2 - 3 mになることがある。近江舞子でも死亡事故の発生例があり、注意が必要である。

## 観光
夏場はウィンドサーフィンや水泳で楽しめ、琵琶湖の中でも有数のリゾート地である。明治期からハス網漁の観覧で観光客が集まり、1930年（昭和5年） - 1931年（昭和6年）頃から江若鉄道や太湖汽船が宣伝するようになり水泳場としても広く宣伝が行われた。太湖汽船は遊覧船の玻璃丸や京阪丸を寄港させ、近江舞子は湖上遊覧船の拠点になったこともある。
アジアや欧米など幅広い地域から外国人旅行者が訪れるようになり、2018年（平成30年）のシーズン中の利用者の約3割が外国人であった。ただし、新型コロナウィルス禍の2021年（令和3年）は近江舞子では駐車場を縮小し、密集や密接を避けるチラシ配布や看板の設置で感染対策を呼び掛けた。

### 保養地
近江舞子周辺はリゾートホテルや民宿などが立ち並び、休暇が楽しめる。
近江舞子はアメリカ占領軍専用の保養地であった時期があり、太湖汽船の京阪丸で近江舞子まで送迎していた。後にアメリカ軍の接収は解除されたが、それに伴い開発計画がいくつも立てられた。しかし、地元では利害関係の対立で計画が進まず、1952年（昭和27年）5月に滋賀県計画観光課が一括で近江舞子周辺の開発を立案し、小松村・江若鉄道・琵琶湖汽船・京阪電車の協力で雄松崎開発株式会社を設立、キャンプ場や駐車場などの設置の計画が計画された。開発は実際に進められたが、近江舞子周辺は天然記念物保護法による名勝地指定が1933年（昭和8年）に行われており、現状変更の許可申請を行わなければならないのを無視して開発が進められたので滋賀県教育委員会から指導が入り、1952年（昭和27年）8月1日には予定通りに水泳場開きが行えずトラブルになる。そこで、現状変更の手続きを同年8月6日に行い、名勝地指定は1956年（昭和31年）2月に解除している。1962年（昭和37年）には内湖を比良山麓の土砂で埋め立てて大遊園地など観光施設を充実させる計画があったが実現しなかった。
大津市南小松の近江舞子内湖に隣接する約4 ヘクタールの敷地には京阪電鉄不動産とエバーグレイズ（三重県志摩市）が共同でグランピング宿泊施設「エバーグレイズ琵琶湖」を2021年（令和3年）4月20日から営業を始めている。なお、この土地はかつて近江舞子一帯を一大リゾート地にしようと京阪が約12 ヘクタールの土地を買い取ったものの、約50年にわたって塩漬け状態であったという。
近江舞子周辺には廃業となった宿泊施設も少なくない。
近江舞子北浜に近江舞子ホテルがかつてあった。ホテル京阪が1983年（昭和58年）から2006年（平成18年）まで夏季を中心に開館していた。プールがあったほか、水上スキーや水上歩行器の貸出も行われていた。冬季は琵琶湖に向かって滑走するようなスケート場も開設されていた。この土地を現在保有する京阪電鉄不動産は新たにホテルを整備する予定である。
近江舞子南浜には国民宿舎の近江舞子ロッジがあった。近江舞子駅から徒歩15分の場所に位置し、収容人数は104人。夏季になると遊泳や釣り、比良山登山などで利用者が多かった。フナ・コイの刺身やアユの塩焼き、セリ・ミツバなどを付けた鴨鍋が名物だった。

### 水泳場
夏季になると水泳場が開かれ、多くの水泳客で賑わう。水泳場には水上バイク等と遊泳客の接触事故を防ぐため遊泳区域が設定されている。水泳場では遊泳のほか、バーベキュー・釣り・キャンプなどを楽しむことができる。公共サービスとして更衣室・ロッカー・トイレ・交番が設置されている。夏季期間中は警察官や水泳場事務所のスタッフが駐在している。交番が設置された背景には増加する観光客の中で水難事故や傷害事件、青少年の非行問題がクローズアップされ、「不良化の温床」とまで言われるようになったことである。地元や自治体（当時は志賀町）が防犯運動の強化や防犯灯の設置を行うなどしたが、警察も24人の警察官が泊まれるマンモス派出所を建設した。
近江舞子水泳場は地元の観光協会が管理する区営水泳場で、シーズン中は駐車場係や掃除係に地元住民5、6人が専従であたる。夏の開場前には地区総出で大掃除が行われる。休日に多く出たゴミを処理するため、生活改善グループが月曜日の午前4時半から清掃活動を行う。また、キャンプファイヤーで白砂が汚れることが問題となり、収入減とはなるもののキャンプ場の入場制限も実施されている。
滋賀県では毎年県内4水泳場の透明度や油膜有無、大腸菌の数などの水質調査を実施している。2024年（令和6年）6月28日の結果は「A」判定、2023年（令和5年）6月30日の結果は「AA」判定であった。

## 比良八講
毎年3月26日に近江舞子で比良八講が行われる。比良八講は箱崎文応が1955年（昭和30年）に再興。湖国に春の訪れを告げる恒例の行事となっている。天台宗の僧侶が打見山で取水した水を注いで水難者祈祷を行い、近江舞子で採燈護摩供を行う。
3月下旬に比良山から突風「比良八講荒れじまい」が吹き荒れるが、これはこの時期に比良にあった天台宗の寺院で法華経を講読する法華八講が営まれていたことに由来する。また、比良山の麓で修行中の若い僧に恋をし、九十九夜通い詰めたが悲恋で琵琶湖に没した娘の供養も込められている。

## 交通
- 湖西線近江舞子駅を下車、徒歩5分[2]。

- 国道161号（志賀バイパス）近江舞子ランプから琵琶湖方面[29]。駐車場は有料で600台駐車できる[30]。

かつては江若鉄道が近江舞子駅と近江舞子南口駅を置いていた。近江舞子駅は1926年（大正15年）8月に雄松駅として開業し、1929年（昭和4年）に近江舞子駅に改称された。近江舞子南口駅は1953年（昭和28年）7月に開業した当初は湖水浴客を目的に作られた夏季のみの臨時駅で、1962年（昭和37年）に国民宿舎「近江舞子ロッジ」が開設されると常設駅に昇格した。